# 다운 인 더 밸리
《다운 인 더 밸리》(영어: Down in the Valley)는 2005년 개봉한 미국의 수정주의 서부극 드라마 영화이다. 2005년 5월 13일 제58회 칸 영화제 주목할 만한 시선에서 상영되었다.

## 줄거리
반항심으로 가득한 샌퍼낸도밸리 십대 토브는 카우보이처럼 구는 연상의 할런을 알게 된다. 토브는 할런과 성관계를 가지고 외박을 하며 엄한 아버지 웨이드를 분노하게 만든다.
할런은 친구 찰리의 말이라며 토브와 함께 백마를 타고 놀지만, 할런이 찰리라고 주장하던 남자는 할런을 말 도둑으로 고발하고 이름은 찰리조차도 아니라는 게 밝혀진다. 경찰에게 구류된 할런과 토브를 웨이드가 데리고 나온다.
할런은 멋대로 토브의 어린 남동생 로니에게 총 쏘는 법을 가르치고, 이를 웨이드에게 들켜 총으로 위협당한다. 이어 할런은 거울에 비친 본인 상을 상대로 프런티어식으로 총격전을 벌여 살던 아파트에서 퇴거당한다. 할런은 시나고그를 찾았다가 쫓겨나고, 할런의 아버지가 하시딤 유대인이라는 사실이 밝혀진다.
할런은 토브를 찾아와 같이 도망가자고 한다. 할런이 제정신이 아니라는 걸 점점 깨달아가고 있던 토브가 이를 거절하자 할런은 토브의 배를 쏴버린다. 곧 집에 돌아온 웨이드가 토브를 발견하고 병원에 입원시킨다.
할런은 일부러 본인 옆구리를 쏜 뒤 로니에게 웨이드가 토브와 자신을 모두 쐈다고 속인다. 로니를 말에 태워 데리고 다니던 할런은 우연히 한 서부극 촬영장에 당도한다. 출연진 사이에 자연스레 섞여들어 어울리던 중 웨이드가 경찰을 대동하고 나타나자 할런은 이들을 상대로 총격전을 벌이는데...

## 출연
- 에드워드 노턴 - 할런 페어팩스 커러더스 역
- 에번 레이철 우드 - 옥토버 "토브" 서머스 역
- 데이비드 모스 - 웨이드 역
- 로리 컬킨 - 로니 역
- 브루스 던 - "찰리" 역
- 존 딜 - 스티브 역
- 제프리 루이스 - 셰리든 형사 역
- 엘리자베스 페냐 - 게일 역
- 캣 데닝스 - 에이프릴 역
- 헌터 패리시 - 크리스 역
- 어비바 파버 - 셰리 역
- 테런스 에번스 - 감독 역